# Pavel Titz (archeolog)
Pavel Titz je český klasický archeolog působící na pozici kurátora antické sbírky v Národním muzeu. Od roku 2014 je iniciátorem a celostátním koordinátorem, správcem webu a facebookové stránky Mezinárodního dne archeologie v ČR. Ten je českou obdobou akce International Archaeology Day, jehož idea se zrodila v Americkém archeologickém ústavu v roce 2011. Na organizaci této akce se také každoročně lokálně podílí.
Vystudoval klasickou archeologii a historii na Filozofické fakultě Univerzity Karlovy v Praze (ukončení studia v roce 1999) a doktorát v klasické archeologii získal (2007) tamtéž pod vedením prof. Jana Bouzka a doc. Ivy Ondřejové. Během studií a po nich se věnoval také terénní archeologii v Praze a okolí, od roku 2003 působil jako odborný asistent na katedře religionistiky a filosofie Filozofické fakulty Univerzity Pardubice. Zde také zastával funkci proděkana. Klasickou archeologii externě přednášel na filozofických fakultách univerzit v Bratislavě, Pardubicích, Hradci Králové a Plzni. Jako host přednášel na univerzitách v Bratislavě, Krakově, Istanbulu a Vermontu. Antice se věnoval i v roce 2007 v disertační práci Votivní terakoty z období střední římské republiky a jejich ovlivnění uměním Velkého Řecka.
Zapojil se do archeologických výzkumů v Čechách a na Moravě, Anglii, Bulharsku, Libanonu, Izraeli i Egyptě. V Itálii vedl dílčí výzkum v Pompejích v rámci Anglo-American Project in Pompeii (2001-2004). V roce 2013 byl stipendistou Fulbrightovy nadace a uskutečnil výzkumný pobyt na Department of Classics, University of Cincinnati.
Své odborné zaměření na hmotnou i nehmotnou kulturu antického starověku včetně zájmu o dějiny a religiozitu antického světa zároveň sdílí s veřejností v rámci četných popularizačních přednášek, festivalů, výletů, mediálních vystoupení (tisk, rozhlas, televize, internet). V roce 2015 uvedl v praxi koncept série krátkých přednášek zaměřených na archeologický detail s názvem "Archeologické jednohubky", který je o té doby často součástí různých programů konaných archeology pro veřejnost. V době Pandemie covidu-19 se on-line archeologické jednohubky staly jednou z cest, jak udržet kontakt mezi archeology a veřejností. Koncept se nyní uplatňuje i v jiných vědních oborech.
Za popularizační aktivity byl v roce 2017 oceněn cenou "Zlatá placka" a v roce 2019 spolu s dalšími kolegy cenou "Zlatý mamut".
Přednáškami a organizací exkurzí se podílel a nadále podílí na kurzech Univerzity třetího věku a podobného vzdělávání v Praze i jinde v ČR. Od roku 2021 je spolupracovníkem National Geographic Česko. Jako člen České archeologické společnosti založil její odbornou skupinu "Archeologie pro společnost", která se zaměřuje na popularizaci archeologie. Je členem Společnosti Národního muzea, z. s. , kde v rámci sekce Společnost přátel starověkých civilizací spoluorganizuje její přednáškovou činnost.

## Publikační činnost
Výběr:
- Římská lampa ve sbírce Ústavu pro klasickou archeologii UK, Studia Hercynia I (in honorem Ioanni Bouzek), Praha 1997, s. 65–67.
- Transport Amphorae from Pistiros: introduction, in: Pistiros II. Excavations and Studies, eds. Jan Bouzek – Lidia Domaradzka – Zofia H. Archibald, Prague 2002, s. 233–234.
- Současná česká klasická archeologie – výzkum lokality Pistiros, Bulharsko, in: Sborník Muzea středního Posázaví v Ratajích nad Sázavou a Archeologické společnosti Západočeské university v Plzni II, Praha 2003, s. 7–13.
- Současné archeologické bádání v Pompejích, in: AVRIGA – Zprávy Jednoty klasických filologů 45, Praha 2003, s. 78–81.
- Středoitalské votivní terakoty a jejich význam v období římské republiky, in: Kult a mágia v materiálnej kultúre, edd. Eduard Krekovič – Tatiana Podolinská, Bratislava 2004, s. 49–57.
- Volunteering a Ein Gedi – alternativní archeologie v Izraeli, in: Orientalia Antiqua Nova IV, Plzeň 2004, s. 121–124.
- Pompeje a veřejnost, in: Veřejná archeologie I, Praha 2005, s. 81–84.
- Středoitalské votivní terakoty v podobě pokrmu bohů a lidí, in: Náboženství a jídlo, edd. Tomáš Bubík – Martin Fárek, Pardubice 2005, s.143–152.
- Může být terénní škola archeologie pro systematický výzkum standardem nebo jen zajímavým experimentem?, in: Živá archeologie 6, Hradec Králové 2005, s. 85–88.
- Zdravotní problémy obyvatel střední Itálie jako předmět některých kultů doby římské republiky, in: Náboženství a tělo, edd. Luboš Bělka – Iva Doležalová – Eleonóra Hamar, Brno 2006, s. 131–138.
- Může memetika přispět k lepšímu porozumění některých procesů v náboženských systémech?, in: Pantheon I, Religionistické studie: Náboženství a věda, edd. Tomáš Bubík – Aleš Prázný – Henryk Hoffmann, Pardubice 2006, s. 127–134.
- Zpráva o záchranném archeologickém výzkumu před výstavbou podzemních garáží v objektu „Palác Křižík“ na pozemcích čp. 2878, 2879, 2977 v ulici Radlická 2 v Praze 5 – na Smíchově, Praha 2006 (spolu s Petrem Juřinou; malonákladový tisk společnosti Archaia).
- Jindřich Čadík – student University Karlovy, in: Studia Hercynia X, Praha 2006, s. 116–121.
- Trade Amphorae, in: Pistiros III. Excavations and Studies, eds. Jan Bouzek – Lidia Domaradzka – Zofia H. Archibald, Prague 2007, s. 133–186 (spolu s J. Bouzkem, Š. Rücklem a C. Tsotshevem).

### Přednášková činnost
- Pompeje jako archeologicko-historický komplex (2.4.2008).

- Augustův Romulus a Romulův Augustus (youtube.com, 10.9.2014). Filozofická fakulta Univerzity Karlovy.